# Men in White (1934)
Men in White (Mannen in 't wit) is een Amerikaanse zwart-wit speelfilm uit 1934, met Clark Gable en Myrna Loy in de hoofdrollen. De film werd geregisseerd door de uit Polen afkomstige Richard Boleslavsky en is een bewerking van het gelijknamige theaterstuk van Sidney Kingsley, dat een internationaal succes was en dat in 1934 de Pulitzer Prize voor drama won.

## Verhaal
De film verhaalt een romantisch drama dat zich afspeelt in en rond een ziekenhuis. Gable speelt een toegewijde jonge chirurg George Ferguson, assistent van dr. Hochberg (Jean Hersholt). George is verloofd met de rijke Laura Hudson (Myrna Loy), maar hij geeft zijn werk de voorrang. Hun relatie bekoelt en hij heeft een korte verhouding met een verpleegster die zijn passie voor de geneeskunde deelt (gespeeld door Elizabeth Allan). Ze raakt zwanger en later komt zij bij hem op de operatietafel terecht; in de film wordt gesuggereerd dat ze moet geaborteerd worden. De operatie wordt toevallig, op uitnodiging van dr. Hochberg, bijgewoond door zijn verloofde Laura. Onder narcose verklapt de patiënte haar geheim, waarop Laura de verloving verbreekt. De verpleegster overleeft de operatie echter niet. Uiteindelijk komen George en Laura toch samen maar accepteert Laura dat George zijn job steeds op de eerste plaats zal plaatsen.

## Rolverdeling
| Acteur          | Personage             |
| --------------- | --------------------- |
| Clark Gable     | Dr. George Ferguson   |
| Myrna Loy       | Laura Hudson          |
| Jean Hersholt   | Dr. 'Hockie' Hochberg |
| Elizabeth Allan | Barbara Denham        |
| Otto Kruger     | Dr. Levine            |

## Bemerkingen
De film werd opgenomen voor de Hays Code en werd nadien in een ingekorte versie vertoond waaruit alle verwijzingen naar abortus verwijderd waren.
De film werd in de Nederlandse pers goed onthaald bij zijn première in Theater Tuschinski in december 1934. De Telegraaf noemde het "[...] een dier zeldzame films, die u vasthouden van het begin tot het einde en waarop geen vlek te bespeuren is."